# シング (アニー・レノックスの曲)
「シング」(Sing)は、2007年にリリースされたアニー・レノックスの楽曲。アニーの4枚目のスタジオ・アルバム『ソングス・オブ・マス・ディストラクション』から2枚目のシングルとしてリリースされた。
ネルソン・マンデラによるエイズ撲滅キャンペーン「46664」からインスパイアされた楽曲であり、23名の女性アーティストが楽曲に参加している。

## 参加アーティスト
- マドンナ（唯一ソロパートがある）
- アナスタシア
- イザベル・キャンベル
- ダイド
- セリーヌ・ディオン
- メリッサ・エスリッジ
- ファーギー
- ベス・ギボンズ
- フェイス・ヒル
- アンジェリーク・キジョー
- ビヴァリー・ナイト
- グラディス・ナイト
- K.d.ラング
- サラ・マクラクラン
- ベス・オートン
- P!NK
- ボニー・レイット
- シャキーラ
- シンガイ・ショニワ
- ジョス・ストーン
- シュガーベイブス
- KTタンストール
- マーサ・ウェインライト

## 収録曲
CDシングル
1. Sing - 4:21
2. Sing (Nitin Sawhney Remix) - 4:49